# Dimitris Reppas

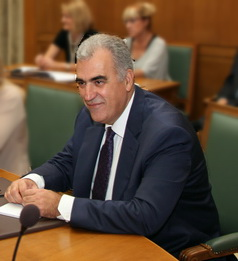
Dimitris Reppas

Dimitris Reppas (griechisch Δημήτρης Ρέππας, * 6. Juli 1952 in Leonidi der Präfektur Arkadien) ist ein griechischer Politiker. Er bekleidete mehrere Ministerposten unter verschiedenen Ministerpräsidenten.

## Leben
1974 trat er der Panhellenischen Sozialistischen Bewegung (PASOK) als Gründungsmitglied bei. Seit 1984 ist er Mitglied des Vorstands der PASOK.
1975 wurde er Mitglied des Vorstands der Vereinigung Griechischer Studentenschaften. Von 1979 bis 1981 amtierte Reppas als stellvertretender Vorsitzender der Jugendorganisation der PASOK. 1981 wurde er erstmals als Abgeordneter für den Wahlkreis Arkadien in das griechische Parlament gewählt.
Von 1996 bis 2001 war Reppas mehrfach – mit Unterbrechungen – Minister für Presse und Massenmedien sowie Regierungssprecher. Anschließend war er von Oktober 2001 bis März 2004 Minister für Arbeit und Soziale Sicherheit. Ab 7. Oktober 2009 war Reppas Infrastruktur- und Verkehrsminister in der Regierung von Giorgos A. Papandreou, von 17. Juni 2011 bis November 2011 Minister für die Verwaltungsreform. In der Übergangsregierung von Loukas Papadimos war er Minister für Dezentralisation und E-Government.
| Personendaten    | Personendaten                 |
| ---------------- | ----------------------------- |
| NAME             | Reppas, Dimitris              |
| ALTERNATIVNAMEN  | Ρέππας, Δημήτρης (griechisch) |
| KURZBESCHREIBUNG | griechischer Politiker        |
| GEBURTSDATUM     | 6. Juli 1952                  |
| GEBURTSORT       | Leonidi                       |